# Jencarlos Canela
Jencarlos Canela (Miami, 21 de abril de 1988) es un actor y músico estadounidense.

## Inicios
Jencarlos Canela nació en Miami, Florida, Estados Unidos, es hijo de padres cubanos. Jencarlos se graduó con honores en la New World School of the Arts, en Miami Bay, Florida, en 2006. Tiene tres hermanos llamados Erick, Annette y Jason Canela.

## Carrera musical
Jencarlos Canela comenzó su carrera musical a los 12 años, en la banda de Miami Boom Boom Pop. En el año 2002 empezó a grabar canciones como solista. Actuó en las ceremonias de Miss Mundo 2004 y Miss Mundo 2005. En el año 2006 fue escogido para protagonizar un comercial televisivo de Ford.
En 2013 firmó un contrato exclusivo con Universal Music Latino, empresa con la cual lanzó su tercera producción discográfica en 2014.

## Carrera actoral
Canela hizo su debut como actor como Alfredo Torres en la telenovela Pecados ajenos de Telemundo, en el que colaboró con la cantante dominicana Cristal Marie para crear el tema musical de la telenovela.
Entre 2008 y 2009 participó en la telenovela Doña Bárbara; en 2009 y en 2010 protagoniza Más sabe el diablo al lado de Gaby Espino y Miguel Varoni.
En 2011 vuelve a protagonizar bajo la producción de Telemundo Mi corazón insiste al lado de Carmen Villalobos  y Ana Layevska.
En 2013 protagoniza la telenovela Pasión prohibida, bajo la producción de Telemundo, junto a Mónica Spear y Rebecca Jones y Roberto Vander.

## Filmografía
| Año       | Telenovela                              | Personaje                                       | Notas                         |
| --------- | --------------------------------------- | ----------------------------------------------- | ----------------------------- |
| 2007-2008 | Pecados ajenos                          | Alfredo "Freddy" Torres Sandoval                | Rol recurrente; 157 episodios |
| 2008      | Doña Bárbara                            | Asdrúbal                                        | Episodio: "Lastimar el amor"  |
| 2009-2010 | Más sabe el diablo                      | Ángel Salvador "El Diablo" / Salvador Domínguez | Rol principal; 182 episodios  |
| 2010      | Perro amor                              | Él mismo                                        | Episodio: "Ruegos ahogados"   |
| 2011      | Mi corazón insiste en Lola Volcán       | Andrés Santacruz / Andrés Suárez                | Rol principal; 133 episodios  |
| 2013      | Pasión prohibida                        | Bruno Hurtado                                   | Rol principal; 107 episodios  |
| 2014      | Nuestra Belleza Latina                  | Él mismo                                        | Juez                          |
| 2014      | Va Por Ti                               | Él mismo                                        | Capitán                       |
| 2015-2016 | Telenovela                              | Xavier Castillo                                 | Rol principal; 11 episodios   |
| 2016      | The Passion: New Orleans                | Jesucristo                                      | Película para televisión      |
| 2019      | Grand Hotel                             | El Rey                                          | Rol recurrente; 4 episodios   |
| 2020      | The Expanding Universe of Ashley Garcia | Tío Victor                                      | Rol principal                 |
| 2023      | Cualquier parecido                      | Dario                                           | Rol recurrente                |

## Cine
| Año  | Película                            | Personaje                 |
| ---- | ----------------------------------- | ------------------------- |
| 2010 | Más sabe el diablo: El primer golpe | Ángel Salvador, el Diablo |
| 2010 | Hunted by Night                     | Brandon                   |
| 2022 | El Hombre De Toronto                | Agente Santoro            |

## Discografía

### Álbumes de estudio
| Año  | Detalles del álbum                                                                                           |
| ---- | --- |
| 2009 | Búscame - Discográfica: Bullseye Music - Lanzamiento: 10 de noviembre de 2009 - Formatos: CD                 |
| 2011 | Un nuevo día - Discográfica: Bullseye Music - Lanzamiento: 21 de junio de 2011 - Formatos: CD                |
| 2014 | Jen - Discográfica: Universal Music Latino - Lanzamiento: 6 de mayo de 2014 - Formatos: CD, Descarga digital |

### Sencillos
| Año  | Sencillo                                  | Álbum                     |
| ---- | ----------------------------------------- | ------------------------- |
| 2009 | «Amor quédate»                            | Búscame                   |
| 2009 | «Nadie como yo»                           | Búscame                   |
| 2010 | «Búscame»                                 | Búscame                   |
| 2011 | «Mi corazón insiste»                      | Un nuevo día              |
| 2011 | «Baila Baila» (junto a Pitbull y El Cata) | Un nuevo día              |
| 2013 | «Dime»                                    | Dime (Sencillo de iTunes) |
| 2013 | «I Love It»                               | Jen                       |
| 2014 | «Irreparable»                             | Jen                       |
| 2014 | «Tu sombra»                               | Jen                       |
| 2014 | «Si la ves»                               | Jen                       |
| 2014 | «Give It Up Tonight»                      | Jen                       |
| 2014 | «Una noche»                               | Jen                       |
| 2014 | 2016                                      | Jen                       |

## Premios y nominaciones
| Año  | Premiación                            | Categoría                                  | Trabajos nominados                | Resultado |
| ---- | ------------------------------------- | ------------------------------------------ | --------------------------------- | --------- |
| 2010 | Premios Billboard de la Música Latina | Artista latino revelación del año          | Él mismo                          | Nominado  |
| 2011 | Premio Lo Nuestro                     | Artista Breakout del año                   | Él mismo                          | Ganador   |
| 2012 | Premios Tu Mundo                      | El favorito de la noche                    | Él mismo                          | Ganador   |
| 2012 | Premios Tu Mundo                      | Mejor canción de telenovela                | Mi corazón insiste                | Ganador   |
| 2012 | Premios Tu Mundo                      | Protagonista favorito                      | Mi corazón insiste en Lola Volcán | Ganador   |
| 2012 | Premios Tu Mundo                      | La pareja perfecta (con Carmen Villalobos) | Mi corazón insiste en Lola Volcán | Nominado  |
| 2012 | Premios Tu Mundo                      | El beso más rico (con Carmen Villalobos)   | Mi corazón insiste en Lola Volcán | Nominado  |
| 2013 | Premios Juventud                      | Canción del verano                         | I Love It                         | Ganador   |
| 2013 | Premios Tu Mundo                      | Protagonista favorito                      | Pasión prohibida                  | Ganador   |
| 2014 | Premios Lo Nuestro                    | Video del año                              | I Love It                         | Nominado  |
| 2014 | Miami Life Awards                     | Mejor protagonista masculino de telenovela | Pasión prohibida                  | Nominado  |
| 2014 | Premios Juventud                      | Canción corta-venas                        | Irreparable                       | Nominado  |